# 垃圾山 (上海市)

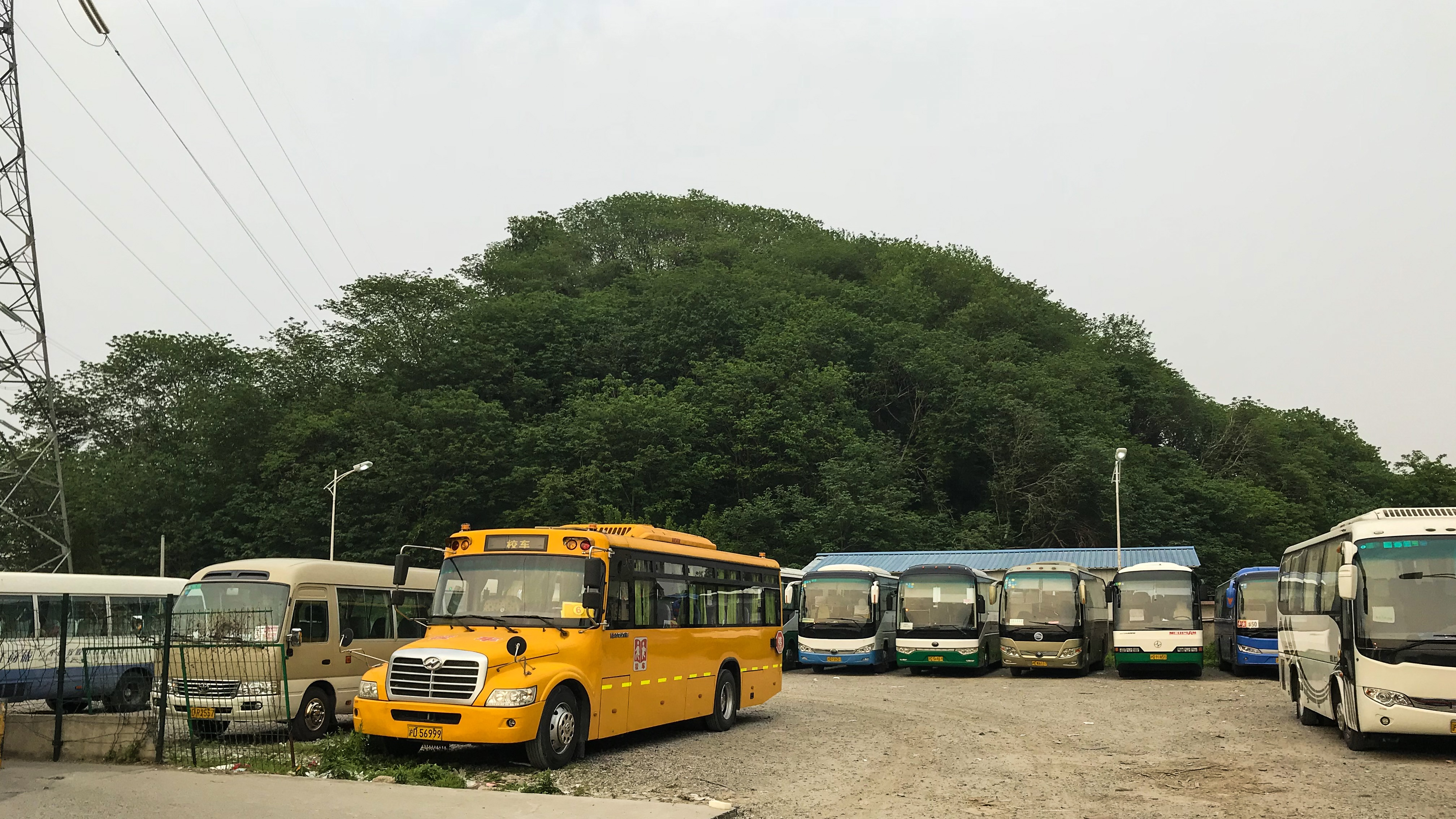
垃圾山

垃圾山是位于上海市宝山区、靜安區两区交界处的一二八纪念路以南，通河路以西的一座人筑土山，原先是以堆积建筑垃圾为主的堆场，故名。目前为武警上海政治学院射击场地。